# Fiktivt land

Världen i George Orwells 1984.

Ett fiktivt land, påhittat land, imaginärt land, sagoland, fantasiland eller låtsasland är ett land som förekommer i fiktiva berättelser, men inte i verkligheten. Fiktiva länder på Jorden kan förekomma i bara ett eller några få kapitel eller avsnitt, men kan också vara ett ofta återkommande tema eller till och med mestadels utspela sig i dem.

## Historik
Länge berättades det om avlägsna områden på Jorden, som ofta låg långt bort från västvärlden och vid sin tid var outforskade av västerlänningar. I de gamla sagorna förekom flera fiktiva stater på Jorden med monarki som statsskick.
Under 1700-talet var det populärt med sådana fiktiva öar i havet, vilka utgjorde (fiktiva) självständiga stater, som i Gullivers resor. Under 1800-talet lyckades människan utforska och kartlägga de flesta delarna av jorden, och samtidigt blev det mindre populärt med sådana berättelser. Istället skrevs allt fler historier om liv på andra planeter, som antingen handlade om människans tänkta rymdkolonier i en framtid, eller så skrevs historier om utomjordingar och deras hemplaneter. Tidigare rörde det sig mest om Mars, månen, Venus och andra verkliga planeter och naturliga satelliter i Solsystemet, men då William Wallace Campbell 1894 började utforska Mars atmosfär och varken vatten eller syre sågs i teleskopen började man allt mindre tro att där fanns liv som var lika eller mer utvecklat än på Jorden. Istället skrevs historier om andra planetsystem, där antingen fiktiva planeter kretsade runt verkliga stjärnor, eller där både såväl planeten som stjärnan den kretsade runt var fiktiv.
Fiktiva länder kan också användas i berättelser som utspelar sig i en avlägsen framtid, med andra politiska gränser än i dag.

## Syfte
Genom att skapa fiktiva länder kan författaren skapa egna karaktärer inom politiken, religionen, samt hitta på egna viktiga historiska händelser, ett kulturliv eller ett geografiskt nanturlandskap och klimat och djurliv som passar berättelsen, till exempel påhittade djurarter. Även påhittad teknologi har förekommit.

## Samhälle och plats i världen
Författaren kan också välja att placera det fiktiva landet i en världsdel, eller på en ö eller ögrupp i havet utanför världsdelen. Detta speglar ofta förhållandena i det fiktiva landet. Till exempel är det vanligt att en berättelse om ett fiktivt land i Afrika handlar om problem med fattigdom, inbördeskrig och sjukdom, i Latinamerika om en så kallad "bananrepublik" problem som politisk instabilitet eller statskupper. Om författaren istället skriver om Arabiska halvön eller Mellanöstern är det vanligt att ha oljeländer med olika auktoritära statsformer (sekulärt presidentstyre, kungamakt, eller teokrati) och motsättningar olika tolkningar av islam eller mellan muslimer visavi judar, kristna eller andra icke-abrahamitiska religioner. 
Om det fiktiva landet placeras i Östeuropa är det oftast en tidigare sovjetisk satellitstat, ibland med en före detta kunglig familj. Placeras det fiktiva landet på Balkan banar det ofta iväg för historier om oroligheter mellan olika etniska folkgrupper.

## Berättelser
Tintin är ett exempel på berättelser som blivit berömd för fiktiva länder.

## Fiktiva länder i urval

### A
- Abafri eller Abari: Brittiskt territorium utanför Sydamerika i romaner av John Hearne och Morris Cargill
- Absurdsvanj: en före detta sovjetrepublik i romanen Absurdistan av Gary Shteyngart.
- Afromacoland: ett afrikanskt land i romanen Chief the Honourable Minister av T.M. Aluko
- Andra Alwiansyah och Arya: ett Europa och Asia land Rike medeltida i romanen Sebelum Betrand Peto Putra Onsu Abad Pertengahan Kota Alwiansyah dan Arya Tahun 1076 Masehi och Jatuhnya Kota Alwiansyah Kedua dan Arya Bukan Jatuhnya Konstantinopel av Iqbaal Ramadhan

### B
- Bordurien är en monarki på Balkan i Tintin.

### E
- Eurasien (en: Eurasia), ett av tre länder i George Orwells roman 1984.

### F
- Freedonia, landet där Bröderna Marx-filmen Fyra fula fiskar (en: Duck Soup) utspelar sig.

### G
- Genovia, eller i den svenska versionen, Genovien, är det lilla europeiska kungadömet där Prinsessan Mia i En prinsessas dagbok (en: The Princess Diaries) visar sig vara den enda tronföljaren.
- Grand Fenwick, ett hertigdöme som förklarar USA krig i filmen Musen som röt.

### H
- Hoppalotjingien: Metafiktiv stat i Berts dagbok.
- Hyrule: det fiktiva kungariket från The Legend of Zelda-serien.

### K
- Khemed är ett arabland i Tintin.

### L
- Ladonien - beläget i Kullabergs naturreservat. Ladonien är skapat av konstnären Lars Vilks och benämns även som mikronation. Självständighet utropades den 2 juni 1996. Inga bofasta invånare.
- Lilliput: Östat där människorna är pyttesmå, förekommer i Gullivers resor.
- Långtbortistan är ett fiktivt land i Kalle Ankas universum.

### O
- Oceanien, ett av tre länder i George Orwells roman 1984.

### P
- Panem: totalitär republik i en post-apokalyptisk framtid i Hungerspelen-trilogin.

### S
- Syldavien är en monarki på Balkan i Tintin.
- Sylvania är ett grannland till Freedonia i filmen Fyra fula fiskar.

### Ö
- Östasien: Ett av tre länder i George Orwells roman 1984. Engelskt namn: Eastasia.

### Fotnoter
1. 1 2  Mattias Oscarsson (23 oktober 2011). ”De bortglömda Tintinfilmerna”. Sydsvenskan. http://www.sydsvenskan.se/2011-10-23/de-bortglomda-tintinfilmerna. Läst 14 oktober 2016.